# Carsten Dreßler
Carsten Dreßler (* 31. Januar 1843 in Horn-Lehe; † 19. Juli 1929 in Bremen) war ein Unternehmer und Besitzer der Bremer Dreßler-Brauerei.

## Biografie
Dreßler entstammt einer im Bremer Vorort Horn-Lehe ansässigen Bauernfamilie. In erster Ehe war er verheiratet mit Adelheid Docken, der Tochter des Landmanns und Wirts Zum Schorf, Hermann Docken.
Dreßler verlebte seine Jugend in Horn, wo der Vater eine im Lehester Feld gelegene Landwirtschaft betrieb. Statt den väterlichen Hof zu übernehmen, ging er 1864 nach Bremen, um sich das Geld für die Überfahrt in die Vereinigten Staaten zu verdienen. Das Gefallen am städtischen Leben und die Kenntnisse und Fertigkeiten, die er sich in der Brauerei Johann Wilhelm Bergmann aneignete, bewogen ihn, seine Auswanderungspläne aufzugeben und sich in Bremen eine Existenz zu schaffen.

### Brauereigründer

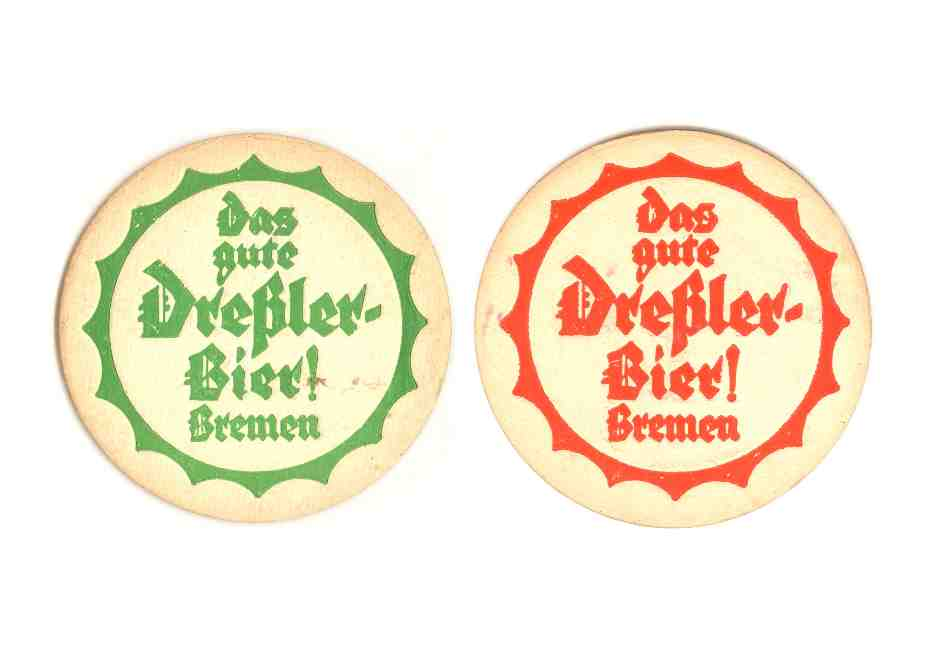
Bierdeckel der Dreßler-Brauerei, Bremen

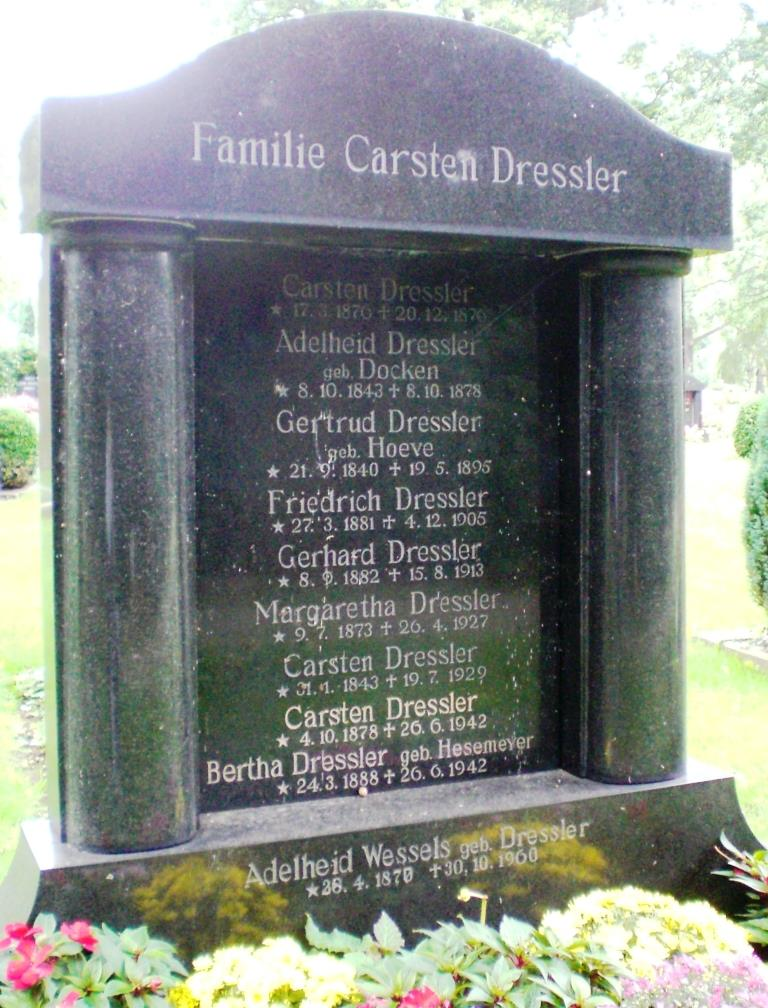
Grab von Carsten Dreßler auf dem Riensberger Friedhof in Bremen

1870 kaufte Dreßler ein Haus in der Faulenstraße Nr. 33, um eine kleine Braunbierbrauerei aufzubauen, in der er am 21. April 1871 das erste Bier braute. Dresslers Bier fand guten Anklang in der Stadt und in der Umgebung, so dass er bald seinen Betrieb erweitern konnte. 1871 mit einem Fuhrwerk für den Vertrieb begonnen, zählte der Pferdebestand 1877 fünf Tiere. Die Gewinne verwandte er zum Erwerb moderner Maschinen und mehrerer Nachbarhäuser.
1883 begann er mit dem Vertrieb eines nach englischem Rezept gebrauten Porters. Die Firma erfuhr einen harten Rückschlag, als der Senat anlässlich der Hamburger Choleraepidemie von 1892 vor dem Genuss von aus ungekochtem Wasser hergestelltem Braunbier warnte. Die Folgen waren so nachteilig, dass Dreßler zeitweise an den Verkauf seines Geschäfts denken musste. Nach langem Streit wurde die Warnung widerrufen, und Dreßler konnte den Verlust schnell aufholen. Dazu trug bei, dass er seit 1894 auch Lagerbier braute. Seit 1894 nannte sich die Firma Germania-Brauerei C. Dreßler. Dank der Qualität seiner Erzeugnisse und des rapide ansteigenden Bierkonsums in Deutschland gelang ihm in den Jahren vor dem Ersten Weltkrieg der Ausbau zu einem Großunternehmen.
Dem Ankauf der Brauerei H. Bremermann folgte der Erwerb der Brauerei von Johann Brüning in der Hohentorstraße. Hier vereinigte Dreßler sein Unternehmen, in dem er 1907 auch die Hansa-Brauerei J. H. Könekamp aufnahm. Der Umsatz stieg von 8000 hl im Jahr 1900 auf über 40.000 hl 1914. Die Ausfuhr hellen Biers kam durch den Ersten Weltkrieg zum Erliegen, wurde aber bald nach dessen Ende wieder aufgenommen. Ihr verdankte es die Firma, dass sie in der schweren Nachkriegs- und Inflationszeit ihre Selbständigkeit wahren konnte. Der spätere Verlauf der 1920er Jahre brachte mit dem Wiederanstieg des Bierverbrauchs weiteres Wachstum. Nicht nur der Absatz in der Stadt und der Export konnten ausgedehnt werden, auch die Verlegerbezirke in der Provinz wurden wesentlich erweitert. 1928, ein Jahr vor Dreßlers Tod, erreichte der Jahresumsatz eine Höhe von 107.000 hl und 8 Millionen Flaschen Bier.
Dreßler blieb bis ins hohe Alter der Leiter seines Unternehmens. Er wurde auf dem Riensberger Friedhof beigesetzt. Seine Söhne Carsten Dreßler (II) (1878–1942) und Friedrich Dreßler (1881–1905), die ihm seit der Jahrhundertwende als Teilhaber zur Seite standen, und sein Enkel Carsten Dreßler (1913–2003) setzten das Werk fort.
1954 erwarb die Holsten-Brauerei aus Hamburg die Mehrheitsbeteiligung am Unternehmen. 1975 wurde die Brauerei stillgelegt und Anfang der 1980er Jahre der restliche Betrieb aufgelöst und die Auslieferung nach Dreye verlegt.

### Ehrungen
1969 wurde die Carsten-Dreßler-Straße im Ortsteil Bremen-Arsten nach ihm benannt.